# Dipturus whitleyi
Dipturus whitleyi es una especie de pez de la familia de los Rajidae en el orden de los Rajiformes.

## Morfología
Los machos pueden llegar a alcanzar los 170 cm de longitud total.
Nunca se supo nada más...

## Reproducción
Es ovíparo  y las  hembras ponen huevos envueltos en una cápsula córnea.

## Hábitat
Es un pez de mar y de aguas profundas que vive  hasta los 170 m de profundidad.

## Distribución geográfica
Se encuentra en el Océano Índico oriental: es un endemismo de Australia. 

## Observaciones
Es inofensivo para los humanos. 